# Allen Garfield
Allen Garfield, született Allen Goorwitz (Newark, New Jersey, 1939. november 22. – Woodland Hills, Kalifornia, 2020. április 7.) amerikai színész.

## Filmjei
- Üdvözletek (Greetings) (1968)
- Putney Swope (1969)
- The Good, the Bad and the Beautiful (1970)
- Szia, anyu! (Hi, Mom!) (1970)
- A bagoly és a cicababa (The Owl and the Pussycat) (1970)
- Roommates (1971)
- Elszakadás (Taking Off) (1971)
- Banánköztársaság (Bananas) (1971)
- Cry Uncle! (1971)
- You've Got to Walk It Like You Talk It or You'll Lose That Beat (1971)
- Tibbs és a szervezet (The Organization) (1971)
- Believe in Me (1971)
- Top of the Heap (1972)
- Get to Know Your Rabbit (1972)
- A jelölt (The Candidate) (1972)
- A nagy koppanás (Slither) (1973)
- The Marcus-Nelson Murders (1973, tv-film)
- Erkölcscsőszök (Busting) (1974)
- Magánbeszélgetés (The Conversation) (1974)
- Szenzáció! (The Front Page) (1974)
- Nashville (1975)
- The Commitment (1976)
- Gable és Lombard (Gable and Lombard) (1976)
- Anyuci, Balfék és Spuri (Mother, Jugs and Speed) (1976)
- Paco (1976)
- Skateboard (1978)
- Haláli meló (The Brink's Job) (1978)
- Sketches of a Strangler (1978)
- Fyre (1979)
- A kaszkadőr (The Stunt Man) (1980)
- One-Trick Pony (1980)
- Szívbéli (One from the Heart) (1981)
- Amerikai románc (Continental Divide) (1981)
- A dolgok állása (Der Stand der Dinge) (1982)
- A Fekete Villám visszatér (The Black Stallion Returns) (1983)
- Szilveszter éjszaka (Get Crazy) (1983)
- Kibékíthetetlen ellentétek (Irreconcilable Differences) (1984)
- Tanárok (Teachers) (1984)
- Gengszterek klubja (The Cotton Club) (1984)
- Sivatagi felhő (Desert Bloom) (1986)
- Beverly Hills-i zsaru 2. (Beverly Hills Cop II) (1987)
- My Best Friend's Birthday (1987)
- Night Visitor (1989)
- Tétre vagy befutóra (Let It Ride) (1989)
- Dick Tracy (1990)
- Club Fed (1990)
- A világ végéig (Until the End of the World) (1991)
- Egy elhibázott élet (Citizen Cohn) (1992, tv-film)
- Dzsinn tonik (Miracle Beach) (1992)
- Jack and His Friends (1992)
- Tragikus szenvedély (Family Prayers) (1993)
- A kémkedés ára (The Patriots) (1994)
- Stuart Saves His Family (1995)
- Vad oldal (Wild Side) (1995)
- Ki nevet a végén? (Destiny Turns on the Radio) (1995)
- Az ördög háromszöge (Diabolique) (1996)
- Obsession (1997)
- Get a Job (1998)
- A kilencedik kapu (The Ninth Gate) (1999)
- Mi lenne ha? (The Majestic) (2001)
- White Boy (2002)